# Comisión bancaria
Las comisiones bancarias son las cantidades de dinero, fijas o porcentuales, que cobra el banco o entidad financiera al cliente por la prestación de diferentes servicios: realización de transacciones, emisión de documentos, contratos, saldos negativos así como de mantenimiento, entre otras.
Según el Banco de España, las comisiones bancarias son las cantidades que las entidades de crédito le cobran a usted en compensación por sus servicios (por ejemplo, enviar una transferencia, cambiar divisas, administrarle una cuenta, estudiar un préstamo, darle una tarjeta de crédito, etc.). Las entidades pueden también repercutirle los gastos justificados que tengan que pagar a terceros para poder prestarle a usted dichos servicios. Las comisiones pueden cobrarse juntas, como un solo cargo genérico (caso de las tarifas planas) o separadas, es decir, un cargo individualizado por cada servicio prestado.'
La banca en línea o banca digital suele eliminar o rebajar algunas de las comisiones bancarias tradicionales.

## Tipos de comisiones bancarias
Existen diferentes conceptos por los cuales los bancos suelen cobrar comisiones. Algunos de los conceptos por los que pueden cobrar comisión son:

### Comisiones por la contratación de hipoteca
Las comisiones que se suelen pagar por la contratación de una hipoteca son:
- Por no pagar a tiempo los plazos del crédito hipotecario
- Por amortizar parte o toda la hipoteca, esto es, liquidar parte o toda la deuda pendiente con el banco, antes de lo acordado.
- Por cancelar la hipoteca.
- Por abrir la hipoteca.
- Por cambiarla a otro banco. Subrogación
- Por cambiar o negociar cambio en el tipo de interés -(interés variable a interés fijo o viceversa)

### Comisiones bancarias por sacar y transferir dinero
- Sacar dinero del cajero automático con la tarjeta de crédito, con la de débito, no. Si la tarjeta es de débito y crédito a la vez, se puede elegir entre descontar en el momento el dinero de la cuenta o cargarlo a crédito, en este último caso se cobra una comisión.
- Sacar dinero con la tarjeta de débito en un cajero que no pertenece a la red de cajeros de la entidad emisora de la tarjeta.
- En el caso de algunas entidades, por sacar dinero en un cajero de otra entidad, aunque sea de la misma red de cajeros.
- Por transferir dinero a otro banco o entidad.
- Por recibir una transferencia de más de 6000€. Se puede dividir la transferencia en varias más pequeñas y realizarlas en periodo corto de tiempo para evitar esta comisión. De hecho, algún banco utiliza este método, otros bancos se han quejado, pero realmente es una práctica completamente legal.
- Cobrar por recibir transferencias menores de 6000€ era ilegal. A partir del 17 de octubre de 2006, los bancos pueden cobrar por recibir una transferencia]

### Comisiones por falta de saldo o números rojos
- Por el hecho de entrar en números rojos, pueden cobrar una cantidad fija independientemente de la duración y cuantía de la deuda.
- También un porcentaje de la deuda independiente del tiempo de esta.
- Además de un interés muy alto.

### Comisiones bancarias por pagos diversos y apuntes
- Por cobrar con tarjeta, el banco cobra al comerciante un porcentaje de la compra. Entre un 0,57% a un 5,77%.
Por el contrario algunos bancos premian el uso de la tarjeta con una devolución de un porcentaje del pago de la compra. Algunos bancos en línea incluso devuelven un 1%.
- Por cada apunte (cobro de un recibo). Aunque la norma general es no cobrar este concepto. De hecho, incluso se incentivan estas domiciliaciones con puntos o mejoras en el interés.

### Comisión por mantenimiento
- Es habitual cobrar una comisión de mantenimiento, cuando hay poco saldo.
- Cuando no se usa por mucho tiempo una cuenta, alrededor de 3 años, pueden cobrar una cantidad periódica. También hay que tener en cuenta que después de que una cuenta lleva 20 años sin uso el banco se puede quedar con el dinero que contenga.

### Otras comisiones
- Por domiciliar las nómina. Aunque es muy normal que los bancos premien la domiciliación de la nómina en un primer momento.

No todos los bancos cobran todas las comisiones por igual. En general la banca en línea , hay que comparar cuales son los bancos con comisiones más bajas o por lo menos con las comisiones más bajas en los servicios que más se van a usar.

## Críticas a las comisiones bancarias
Normalmente la imposición de las comisiones bancarias es potestad de la entidad financiera por lo que el cliente, en la mayoría de las ocasiones no puede negociar y si no desea el pago de dichas comisiones debe buscar otra entidad. Si bien, en muchas ocasiones, las entidades acuerdan comisiones entre ellas para evitar la fuga de clientes. Estos pactos o acuerdos de precios son contrarios a la competencia y pueden multas y sanciones para las entidades. 
La crítica fundamental es que en la economía actual el ciudadano no puede prescindir de los servicios bancarios. El cliente no puede escoger con claridad los servicios y tampoco puede evadir la intermediación de una entidad financiera tanto para el pago de sueldos o nóminas como de pensiones en efectivo. Tampoco puede pagar muchos recibos o facturas de suministros directamente con la empresa suministradora (electricidad, gas, et.). Es decir, no hay alternativa real a dichas gestiones por lo que el cobro de comisiones se considera un impuesto 'discrecional' de las entidades.

## Malas prácticas bancarias y fraude bancario
En ocasiones los bancos y las entidades financieras llevan a cabo malas prácticas e incluso estafa o fraude bancario. En muchas ocasiones por falta de transparencia en la información que facilitan a sus clientes y en otras por inclusión de cláusulas abusivas o ilegales (cláusulas suelo), comercialización de productos de alto riesgo (acciones preferentes, derivados financieros) sin la información suficiente a clientes no adecuados, imposición de costes extraordinarios no legales -seguros, comisiones-.